# Большая Садоми
Большая Садоми — река в Нанайском районе Хабаровского края России. Длина реки — 32 км.
Начинается на Садомском перевале на высоте 568 метро над уровнем моря. Течёт по поросшей лесом (основные породы — кедр и ель, также встречаются ясень, береза, пихта) гористой местности в западном направлении. Сливаясь с Малой Садоми, образует короткую реку Садоми. Является левой её составляющей.
Основные притоки — ручьи Тёмный и Перевальный, оба — левые.
- Код водного объекта 20030900112118100069752[2].